# Steve Susskind
Steven R. Susskind (ur. 3 października 1942, zm. 21 stycznia 2005) – amerykański aktor.
Urodził się w Springfield w stanie Massachusetts. Dorastał w Forest Hills (stan Nowy Jork), tam też uczęszczał do szkoły średniej. Jako piętnastolatek wraz z przyjacielem Bobem Minskym założył popularną w latach sześćdziesiątych grupę The Roomates. Ich największy hit to „Glory of Love”. Po ukończeniu liceum, wybrał się na Uniwersytet Nowojorski. Jako absolwent tego college'u, opuścił Nowy Jork, chcąc spróbować swoich sił jako aktor. Przeprowadził się do Los Angeles. Przez pewien czas był spikerem i zajmował się dubbingiem. W końcu zdobył popularność telewizyjną. Dziś znany jest m.in. z seriali: Świat według Bundych, Zdrówko, Opowieści z krypty, Przyjaciele, Melrose Place, Grace w opałach, Roseanne czy Luzik Guzik. Ponadto użyczył głosu do wielu filmów animowanych, w tym Potworów i spółki, i zagrał w filmach Terminator 3: Bunt maszyn oraz Piątek, trzynastego III.
Był żonaty z Ann Susskind. Mieli dwoje dzieci. Zginął w 2005 roku w wypadku samochodowym. Jego ciało zostało skremowane.